# Fauna della Nuova Guinea
La fauna della Nuova Guinea comprende un gran numero di specie di mammiferi, rettili, uccelli, pesci, invertebrati e anfibi.
Pur essendo l'isola tropicale più grande e più alta del mondo, la Nuova Guinea occupa meno dello 0,5% della superficie terrestre mondiale, ma ospita un'elevata percentuale di biodiversità globale. Circa 4.624 specie di vertebrati vivono sull'isola e nelle acque circostanti, rappresentando circa l'8% dei vertebrati riconosciuti a livello mondiale. Si stima che questa cifra rappresenti il 4% delle lucertole e dei mammiferi del mondo, fino a circa il 10% delle specie ittiche del mondo.
Il numero delle specie di invertebrati a livello mondiale e della Nuova Guinea è poco noto, pertanto è difficile effettuare un confronto accurato. Le farfalle sono il gruppo di invertebrati più conosciuto e sono rappresentate in Nuova Guinea da circa 735 specie, che rappresentano circa il 4,2% del totale mondiale di 17.500 specie.
Tuttavia, nonostante la ricca biodiversità, la diversità della megafauna della Nuova Guinea è piuttosto bassa a partire dall'estinzione di massa del Pleistocene, soprattutto per quanto riguarda i predatori al vertice della catena alimentare. Ad esempio, in cima alla catena alimentare ci sono solo tre animali terrestri. Dei tre, due sono carnivori obbligati come il varano coccodrillo (Varanus salvadorii) e il cane canterino della Nuova Guinea, mentre uno, il casuario, è in realtà un frugivoro ma predatore opportunista e stagionale. L'unico predatore dei cieli al vertice endemico è l'aquila arpia della Nuova Guinea (Harpyopsis novaeguineae), mentre nei sistemi fluviali sono due, il coccodrillo marino (Crocodylus porosus) e il più piccolo coccodrillo della Nuova Guinea (Crocodylus novaeguineae).

## Storia
La Nuova Guinea è una grande isola situata a nord dell'Australia e a sud-est dell'Asia. Fa parte della placca australiana, nota come Sahul, e un tempo faceva parte del supercontinente Gondwana. L'origine della maggior parte della fauna della Nuova Guinea è strettamente legata all'Australia. La Gondwana iniziò a dividersi 140 milioni di anni fa, mentre la piattaforma di Sahul si separò dall'Antartide circa 50 milioni di anni fa. Mentre si spostava verso nord, la Nuova Guinea si spostò verso i tropici.
Nel corso della storia geologica della Nuova Guinea si sono verificati numerosi collegamenti terrestri con l'Australia. Ciò si è verificato durante le glaciazioni in varie ere glaciali. Quattro di queste si sono verificate durante il Pleistocene; l'ultima delle quali si è interrotta 10.000 anni fa. A quel tempo, su entrambe le terre emerse esistevano numerose specie e molte piante e animali attraversarono il passaggio con l'Australia per raggiungere la Nuova Guinea e viceversa. In seguito, quando la connessione finì, molte di esse rimasero isolate, evolvendosi poi ulteriormente nel nuovo ambiente e diventando specie distinte.
Tuttavia, questa mescolanza tra Australia e Nuova Guinea si è verificata per relativamente pochi gruppi faunistici; alcune specie della Nuova Guinea hanno un'origine asiatica e non australiana. Mentre la Nuova Guinea si spostava verso nord, entrò in collisione con la placca pacifica e con diverse isole oceaniche. Sebbene non si sia mai formato alcun collegamento terrestre con l'Asia (linea di Wallace), la vicinanza tra le masse continentali, attraverso le numerose piccole isole dell'arcipelago indonesiano, ha permesso ad alcune specie asiatiche di migrare verso la Nuova Guinea. Il risultato è una miscela unica di specie australiane e asiatiche, che non si trova in nessun'altra parte del mondo. Un'elevata percentuale delle specie della Nuova Guinea è endemica dell'isola.

### Origine degli studi
L'influente biologo evoluzionista Ernst Mayr giunse in Nuova Guinea (Papua Nuova Guinea) nel 1928 per realizzare delle collezioni per l'American Museum of Natural History e per il banchiere e naturalista Walter Rothschild. Mayr raccolse diverse migliaia di pelli di uccelli e nel corso della sua vita diede il nome a 26 nuove specie ornitologiche; nel farlo, diede anche il nome a 38 nuove specie di orchidee. Scoprì che gli uccelli del paradiso più rari della Nuova Guinea erano in realtà specie ibride. Durante il suo soggiorno in Nuova Guinea, fu invitato ad accompagnare la spedizione Whitney South Seas alle Isole Salomone.
L'esperienza di Mayr con la fauna della Nuova Guinea influenzò molte delle sue conclusioni sull'evoluzione per il resto della sua vita.

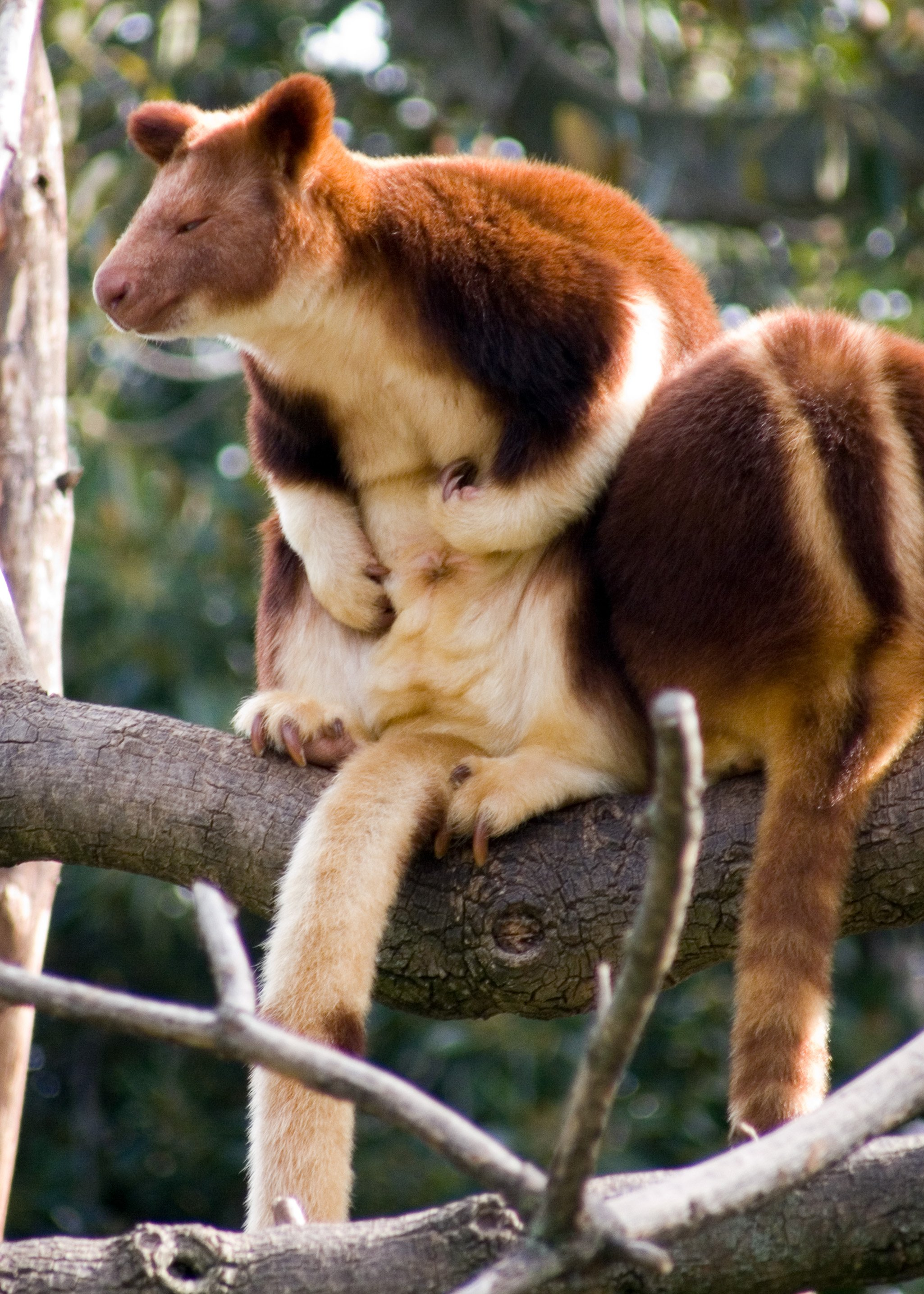
Canguro arboricolo di Goodfellow (Dendrolagus goodfellowi)

La fauna mammaliana della Nuova Guinea è composta da tutte le sottoclassi di mammiferi esistenti: monotremi, placentati e marsupiali. La Nuova Guinea ospita il maggior numero di specie di monotremi di qualsiasi altra terra emersa, con una sola specie assente: l'ornitorinco (Ornithorhynchus anatinus). La fauna marsupiale della Nuova Guinea è molto diversificata e comprende tre ordini: Dasyuromorphia, Peramelemorphia e Diprotodontia.
I mammiferi placentati autoctoni sono esclusivamente roditori e pipistrelli. Il numero di specie placentate è pressoché uguale a quello dei marsupiali e dei monotremi.

## Monotremi e marsupiali
I monotremi della Nuova Guinea sono limitati alla famiglia dei Tachyglossidae, noti anche come echidne. Esistono quattro specie di echidna divise in due generi: l'echidna dal becco corto (Tachyglossus aculeatus), l'echidna dal becco lungo orientale (Zaglossus bartoni), l'echidna dal becco lungo occidentale (Zaglossus bruijni) e l'echidna dal becco lungo di Sir David (Zaglossus attenboroughi). Negli ultimi anni non è stato avvistato alcun Zaglossus vivente in Australia e questo genere potrebbe essere endemico della Nuova Guinea, sebbene un esemplare nel Museo di storia naturale sia stato raccolto nella regione di Kimberley all'inizio del XX secolo e siano stati trovati fossili in Australia.
La fauna mammaliana autoctona della Nuova Guinea è priva di grandi predatori. I marsupiali carnivori, Dasyuromorphia, della Nuova Guinea sono tutti più piccoli rispetto alle specie australiane e la maggior parte è insettivora. Il più grande è il quoll bronzeo (Dasyurus spartacus), un quoll raro, scoperto per la prima volta nella Nuova Guinea meridionale nel 1979. Raggiunge una lunghezza dal muso alla base della coda di 36 cm. Sono stati trovati fossili di marsupiali più grandi, tra cui il tilacino carnivoro (Thylacinus sp.), tuttavia non sono state trovati fossili di megafauna carnivora, come il leone marsupiale (Thylacoleo).
I canguri (Macropodidae) della Nuova Guinea sono molto vari nella loro ecologia e nel loro comportamento. Gli animali strettamente imparentati con i canguri australiani, come Notamacropus agilis, vivono nelle praterie aperte della Nuova Guinea. Tuttavia, i canguri arboricoli, per lo più endemici della Nuova Guinea, sono diversi nell'aspetto e nel comportamento. Come suggerisce il nome, sono arboricoli. Hanno code lunghe e spesse che permettono loro di stare in equilibrio sugli alberi, e avambracci grandi e forti per aggrapparsi ai rami. Anche in Australia si trovano due specie di canguri arboricoli, che si ritiene siano immigrati dalla Nuova Guinea durante il Pleistocene.
I cuschi (Phalangeridae) sono una famiglia di marsupiali strettamente imparentati con gli opossum australiani. I cuschi si sono evoluti in Nuova Guinea e sono presenti in tutta l'isola. La maggior parte delle specie è di colore marrone scuro o nero, tuttavia due specie, il cusco maculato comune (Spilocuscus maculatus) e il cusco maculato nero (Spilocuscus rufoniger), hanno livree nere, arancioni e gialle.
Molte specie di piccoli opossum erbivori sono originarie della Nuova Guinea. Tra queste rientrano le famiglie: Acrobatidae, Burramyidae, Petauridae e Pseudocheiridae. Il petauro di Krefft (Petaurus notatus) è uno dei soli due opossum della Nuova Guinea in grado di planare. Ha grandi lembi di pelle tra le zampe, che allarga mentre è in aria. In Nuova Guinea si trovano tre sottospecie, che vivono sull'intera isola.

### Mammiferi placentati

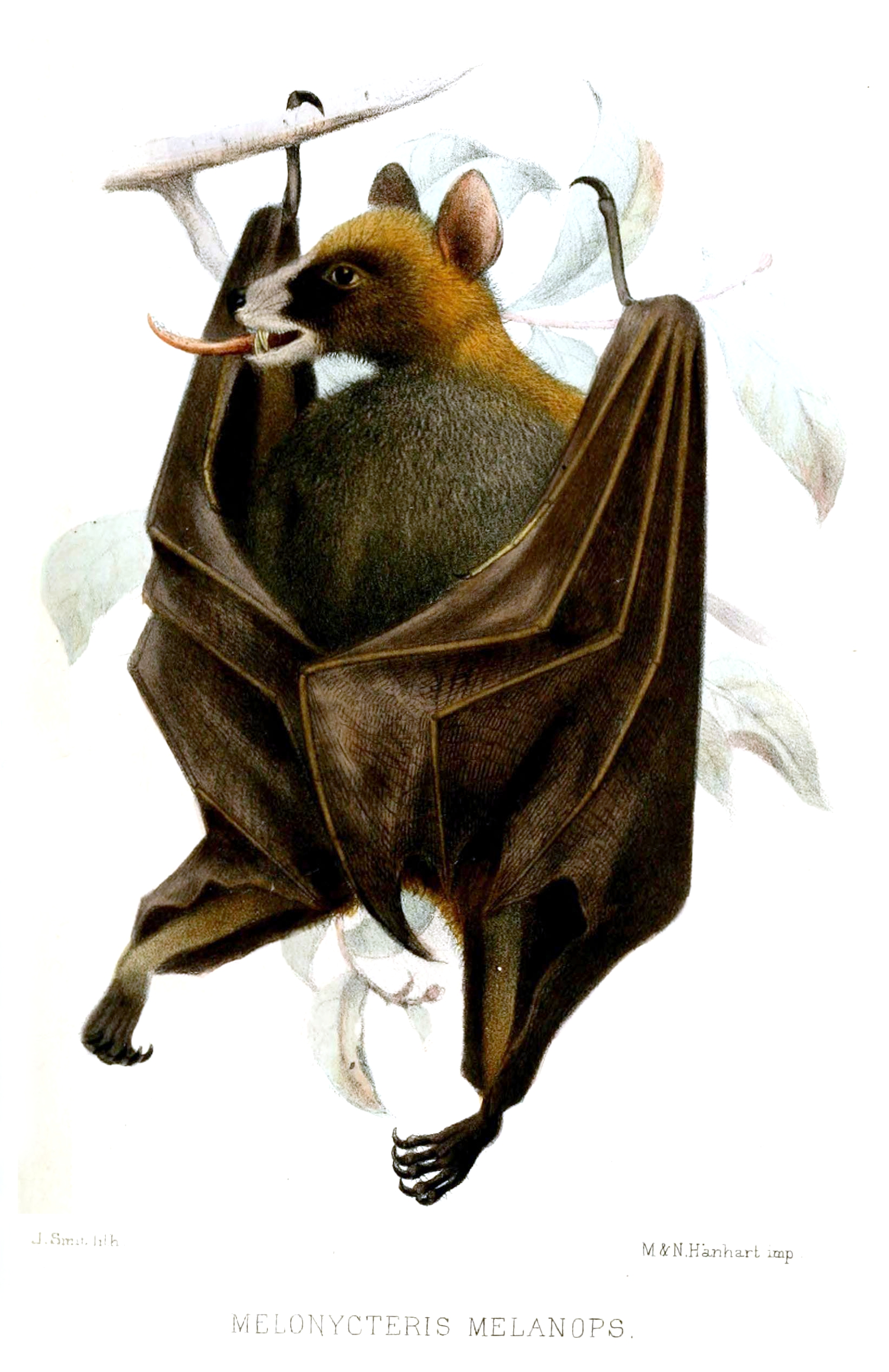
Il pipistrello della frutta dal ventre nero è originario dell'arcipelago di Bismarck, in Nuova Guinea.

I roditori sono rappresentati esclusivamente dalla famiglia Muridae e, all'interno di questa famiglia, 29 generi sono originari della Nuova Guinea. Si ritiene che siano migrati in Nuova Guinea in due periodi. Il primo gruppo, denominato "vecchi endemismi", fa parte di un antico clade che include altri vecchi endemismi provenienti dall'Australia e dalle Filippine e che probabilmente migrò in Nuova Guinea durante il tardo Miocene o l'inizio del Pliocene. Il secondo gruppo comprende numerose specie del genere Rattus; si ritiene che siano giunti in Nuova Guinea in un periodo successivo. La maggior parte delle specie della Nuova Guinea formano un gruppo monofiletico con alcune specie delle Molucche, che è più strettamente correlato al gruppo australiano (una specie del quale si trova anche in Nuova Guinea) e al gruppo Rattus xanthurus di Sulawesi.
Le antiche specie endemiche hanno subito una radiazione adattativa, che ha prodotto forme distintive come il piccolo Pseudohydromys, simile a un toporagno, l'anfibio Hydromys, i topi arboricoli del genere Chiruromys e diversi generi di ratti giganti, di cui il Mallomys è il più grande. Questo genere comprende il ratto più grande trovato in Nuova Guinea, il ratto gigante grigio dalle orecchie nere (Mallomys aroaensis); i maschi possono raggiungere una lunghezza di 41 cm dal muso alla cloaca.
I pipistrelli della Nuova Guinea costituiscono un gruppo molto eterogeneo, composto da sei famiglie e 29 generi. Le sei famiglie sono: Pteropodidae, Emballonuridae, Hipposideridae, Rhinolophidae, Vespertilionidae e Molossidae. I pipistrelli migrarono in Nuova Guinea in numerose occasioni e molte specie sono condivise con l'Australia, le Isole della Sonda e persino con l'Asia continentale. I megachirotteri, o megapipistrelli, della Nuova Guinea sono altamente adattati e molti sono endemici della Nuova Guinea e delle isole circostanti. Mentre la maggior parte dei megachirotteri sono erbivori e si nutrono di frutta e nettare di fiori, alcune specie della Nuova Guinea si sono adattate a mangiare anche insetti durante il volo; una nicchia ecologica solitamente occupata dai microchirotteri. Alcune specie si nutrono anche a terra, un adattamento non riscontrato nelle aree con grandi predatori.
I microchirotteri mostrano molto meno endemismo rispetto ai megachirotteri. Solo un genere e poche specie sono endemiche della Nuova Guinea e delle isole circostanti; ciò suggerisce un'immigrazione in Nuova Guinea più recente.
La colonizzazione della Nuova Guinea da parte dell'uomo (Homo sapiens) avvenne almeno 40.000 anni fa. Sin dalla loro colonizzazione originaria, molti mammiferi sono stati introdotti sia accidentalmente che intenzionalmente. Il cinghiale (Sus scrofa) è stato introdotto in Nuova Guinea almeno 6.000 anni fa, anche se potrebbe essere stato introdotto 12.000 anni fa. È abbondante in tutta l'isola ed è più comune nelle aree in cui la patata dolce è la principale fonte di cibo degli esseri umani. Il cinghiale ha un'intensa attività di ricerca di cibo e sconvolge il suolo della foresta per farlo. Questo disturbo può avere un effetto sulla flora e sulla fauna autoctone.
Il cane domestico (Canis familiaris) è stato introdotto in Nuova Guinea dall'uomo circa 2.000 anni fa. Esiste anche un cane selvatico endemico, il cane canoro della Nuova Guinea, Canis lupus hallstromi, strettamente imparentato con il dingo australiano. Arrivò sull'isola almeno 6.000 anni fa. Il nome comune deriva dal modo in cui questi cani si armonizzano durante gli ululati in coro. I cani canterini della Nuova Guinea vivono nelle aree montuose più remote, al di sopra del livello degli insediamenti umani, e mentre i casuari rimangono tecnicamente il più grande predatore terrestre opportunista dell'isola, i cani canterini sono il più grande predatore terrestre obbligato della Nuova Guinea per quanto riguarda l'ecosistema.
In Nuova Guinea sono state introdotte numerose specie di muridi. Tra questi troviamo: il ratto polinesiano (Rattus exulans), il ratto dei campi himalayani (Rattus nitidus), il ratto nero (Rattus rattus), il ratto delle risaie (Rattus argentiventer), il ratto bruno (Rattus norvegicus) e il topo domestico (Mus musculus). La maggior parte di queste non ha causato molti danni e si è insediata solo negli insediamenti umani. R. nitidus e R. argentiventer, ad esempio, hanno distribuzioni molto limitate sull'isola. Il topo domestico è il più diffuso tra i muridi introdotti e si trova negli insediamenti e nelle praterie. È l'unico muride introdotto a raggiungere la regione centrale di Telefomin.
In Nuova Guinea sono state introdotte tre specie di cervi. Il cervo rusa (Cervus timorensis) è il più comune e ben consolidato. È presente in tutto il nord e il sud della Nuova Guinea. Viene comunemente cacciato dagli esseri umani per la sua carne. Le altre due specie, il cervo chital (Axis axis) e il daino (Dama dama) sono molto più rare, e il daino potrebbe essere estinto sull'isola.
Il gatto (Felis catus) è comune nei pressi degli insediamenti umani, ma è raro nelle regioni boschive della Nuova Guinea. Nelle aree in cui si è insediato, le popolazioni di animali autoctoni sono diminuite drasticamente.

## Uccelli

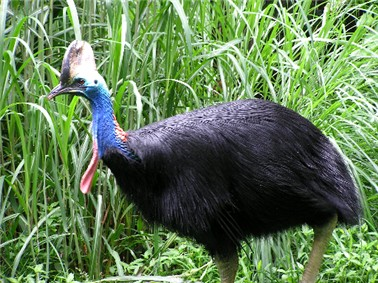
Il casuario meridionale (Casuarius casuarius).

La Nuova Guinea condivide con la Nuova Zelanda una particolarità: gli uccelli costituiscono le forme di vita dominanti all'interno del suo ecosistema. La Nuova Guinea vanta una ricca biodiversità aviaria, con oltre 79 famiglie e circa 730 specie che possono essere classificate in quattro gruppi: specie nidificanti di terra e di acqua dolce, uccelli marini, uccelli migratori provenienti dal nord e migranti e erratici provenienti dal sud-sudest (Australia, Nuova Zelanda e resto dell'Oceania). In Nuova Guinea ci sono otto aree di endemismo per gli uccelli, con circa 320 specie endemiche di uccelli nel paese.
L'uccello più grande della Nuova Guinea sono i casuari, un genere di uccelli incapace di volare; tutte e tre le specie sono originarie della Nuova Guinea. Due di queste specie: il casuario meridionale (Casuarius casuarius) e il casuario settentrionale (Casuarius unappendiculatus) raggiungono altezze di 1,8 m. Il casuario meridionale è originario anche delle regioni tropicali dell'Australia settentrionale. Questi uccelli dominano le giungle e le coste della Nuova Guinea e gli adulti non temono nemici poiché, a parte gli esseri umani, non sono mai stati attaccati nemmeno dai coccodrilli. Allo stesso modo, il casuario è uno degli uccelli più pericolosi al mondo per l'uomo, poiché è in grado di infliggere ferite mortali con i suoi potenti artigli e soprattutto con l'artiglio a forma di pugnale che ha sulla parte interna del piede. Si sa che ha ucciso diversi esseri umani che si erano avvicinati troppo e che sono particolarmente pericolosi quando ci sono dei pulcini nelle vicinanze.
Inoltre, il secondo uccello terrestre più grande della Nuova Guinea è l'otarda australiana, che vive solo nelle zone meridionali dell'isola.
Il principale predatore obbligato degli uccelli della Nuova Guinea è l'aquila arpia della Nuova Guinea (Harpyopsis novaeguineae); si tratta dell'unica aquila conosciuta a cacciare le sue prede a terra. Un altro predatore apicale aviario sono i casuari sopra menzionati poiché, nonostante la loro natura frugivora, le loro grandi dimensioni, la mancanza di nemici naturali e il comportamento di caccia registrato, paradossalmente pongono questi consumatori primari anche in cima alla catena alimentare. La Nuova Guinea, la foresta amazzonica, le Filippine e la Nuova Zelanda hanno tutte in comune la particolarità di avere un uccello come predatore dominante.
In Nuova Guinea sono ben rappresentati piccioni e pappagalli. Questi gruppi hanno raggiunto la loro massima diversità evolutiva in Nuova Guinea, poiché l'isola è ricca di frutti e piante che producono nettare. I pappagalli della Nuova Guinea, come quelli dell'Australia, sono molto diversificati: comprendono 46 specie (un settimo del totale mondiale). Le 45 specie di piccioni, tra cui i piccioni a tre corone (i piccioni più grandi del mondo), rappresentano un sesto del totale mondiale.

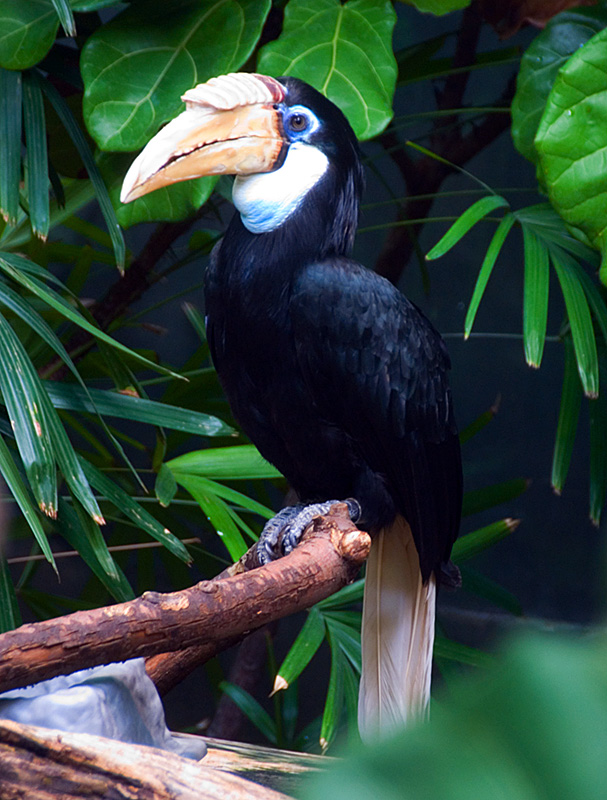
Un bucero della Papua (Rhyticeros plicatus), l'unica specie di bucero originaria della Nuova Guinea.

I passeriformi sono quelli che presentano la maggiore diversità, con oltre 33 famiglie nel Paese. I passeriformi della Nuova Guinea sono per lo più uccelli piccoli, spesso colorati, che vivono soprattutto nelle regioni boschive. La famiglia endemica più nota della Nuova Guinea è quella dei Paradisaeidae, o uccelli del paradiso, una delle tre famiglie di uccelli chiamate (collettivamente) con lo stesso nome. Molte specie presentano un notevole dimorfismo sessuale. I maschi tendono ad essere ornati con colori brillanti e iridescenti e con piume ornamentali modificate, come ciuffi e bargigli. Molti di loro possono cambiare drasticamente il loro aspetto fisico durante i rituali di accoppiamento, in cui ogni specie ha i suoi elaborati movimenti, abitudini e richiami, tutti volti ad attrarre le femmine. Alcune specie non presentano questo dimorfismo sessuale: sia il maschio che la femmina possono presentare o meno ornamenti.
Strettamente imparentati con gli uccelli del paradiso sono gli uccelli giardinieri, un gruppo di 20 uccelli piuttosto monotoni, tozzi e privi del piumaggio elaborato tipico delle paradisee, presenti in Nuova Guinea e in Australia. Non hanno i colori vivaci e iridescenti e le piume ornamentali che si trovano negli uccelli del paradiso, ma ciò che manca loro visivamente è compensato dall'abilità architettonica del maschio. Il maschio costruisce e decora un elaborato “pergolato”, che comprende stuoie, torri di bastoni, camere con viali e capanne con tetti a tepee, e lo mostra alle femmine. Questi uccelli sono famosi anche per le loro capacità imitative: riescono infatti a riprodurre quasi tutti i suoni che sentono e li incorporano nei propri canti per attrarre una compagna. Gli uccelli giardinieri non solo sono in grado di imitare la maggior parte degli altri richiami degli uccelli, ma il loro repertorio comprende anche quelli di altri animali e degli esseri umani, nonché suoni tecnologici umane come quelli di automobili, macchinari edili e aeroplani.
Un altro strano gruppo di uccelli della Nuova Guinea è rappresentata dagli uccelli velenosi, in particolare il pitohui incappucciato. Nel 1989, gli scienziati scoprirono che il pitohui incappucciato è velenoso. In seguito, scoprirono che le piume e altri organi del pitohui contenevano batracotossina. Da allora, si è scoperto che altri sei uccelli canori della Nuova Guinea possiedono la stessa tossina in quantità variabili. Ciò è stato attribuito alle specie specifiche di coleotteri e insetti consumati dagli uccelli, che contengono a loro volta la batracotossina, “instillandola” negli uccelli che se ne nutrono. Un fenomeno simile si verifica nell'oca africana speronata (dato che preda insetti che rendono la sua carne velenosa), così come nelle rane freccia velenose dell'America centrale e meridionale, chiamate così perché la loro dieta è a base di formiche contenenti acido formico. Tuttavia, in cattività, la maggior parte di questi animali perde questa tossicità se alimentata con una dieta composta da insetti non tossici (grilli, moscerini della frutta, etc).
La maggior parte degli uccelli costieri e marini originari della Nuova Guinea si trovano nelle zone tropicali.
Sebbene alcune specie vengano cacciate per la carne e per le piume o per il commercio come animali domestici, le principali minacce per la maggior parte delle specie provengono dal disboscamento e dalla conversione delle foreste in terreni agricoli, che degradano o eliminano habitat importanti.

## Anfibi

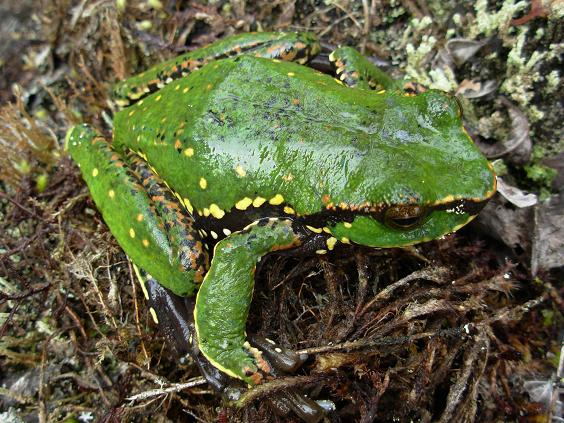
La raganella angiana (Litoria angiana), comune negli altipiani della Nuova Guinea.

Gli anfibi della Nuova Guinea sono costituiti da un gruppo di specie molto diversificato, con oltre 320 specie descritte e molte altre ancora da descrivere. Gli anfibi della Nuova Guinea, come della maggior parte dei continenti del Gondwana, sono limitati a quelli appartenenti all'ordine degli Anura, noti come rane e rospi. In Nuova Guinea sono rappresentate sei famiglie. Quattro di queste: Myobatrachidae, Hylidae, Ranidae e Microhylidae sono autoctone. Nel 1926 furono scoperti due esemplari di Rhacophoridae, una famiglia ben rappresentata in Asia. Si pensa che siano stati introdotti dall'uomo e che si siano in seguito estinti sull'isola. L'altra famiglia, Bufonidae, è rappresentata solo da due specie: il rospo delle canne (Rhinella marina) e il rospo comune asiatico (Duttaphrynus melanostictus). Il rospo delle canne è stato introdotto dall'Australia nel 1937 per controllare le larve della sfinge, che si nutre delle coltivazioni di patate dolci; da allora è diventato comune nelle aree non boschive. Il rospo comune asiatico è stato introdotto accidentalmente ed è molto abbondante in una piccola area nel nord-ovest e potrebbe diffondersi ulteriormente in tutta l'isola.
Le rane della famiglia Myobatrachidae hanno un'alta diversità e sono diffuse anche in Australia. Tuttavia, solo sette specie descritte si sono insediate in Nuova Guinea. In Australia, la maggiore diversità si riscontra negli ambienti subtropicali e semiaridi, mentre ai tropici la maggiore diversità si riscontra nella savana. La Nuova Guinea, invece, è per la maggior parte ricoperta da una fitta foresta pluviale. Il miobatrachide più comune in Nuova Guinea è la rana cannibale Wokan (Lechriodus melanopyga). È una piccola rana terricola presente in tutta la Nuova Guinea. Lechriodus è l'unico genere di miobatracide con una diversità maggiore in Nuova Guinea che in Australia. Escludendo Lechriodus, il resto dei miobatracidi è per lo più limitato alla savana nelle pianure meridionali dei fiumi Fly e Digul.
Le rane arboricole o raganelle della famiglia Hylidae, hanno colonizzato con successo la Nuova Guinea. Sono la famiglia di rane più diversificata sull'isola con oltre 100 specie, e molte altre ancora da descrivere. In Nuova Guinea sono rappresentati due generi: Litoria e Nyctimystes. Il genere Litoria è presente sia in Australia che in Nuova Guinea; tuttavia, solo una delle 24 specie di Nyctimystes ha raggiunto l'Australia. Le specie del genere Nyctimystes sono rane arboricole che depongono le uova nei corsi d'acqua a corrente rapida, dietro una roccia, per evitare che vengano trascinate via. I girini hanno una bocca modificata che sfrutta la suzione per attaccarsi alle rocce.
I Ranidi, noti anche come rane vere e proprie, sono la famiglia di rane più diffusa sulla Terra; tuttavia, non sono ben rappresentati in Australia o in Nuova Guinea. La Nuova Guinea e l'Australia sono state prive di Ranidi per gran parte della loro storia; tuttavia, dopo la collisione del continente con l'Asia, le specie hanno iniziato a spostarsi. I Ranidi della Nuova Guinea sono rappresentati da un solo genere, Rana.
Sebbene le origini dei Microhylidae in Nuova Guinea siano molto simili a quelle dei Ranidi, la diversità è molto maggiore. I Microhylidi sono rappresentati da dodici generi in Nuova Guinea, quattro dei quali sono endemici.

## Rettili

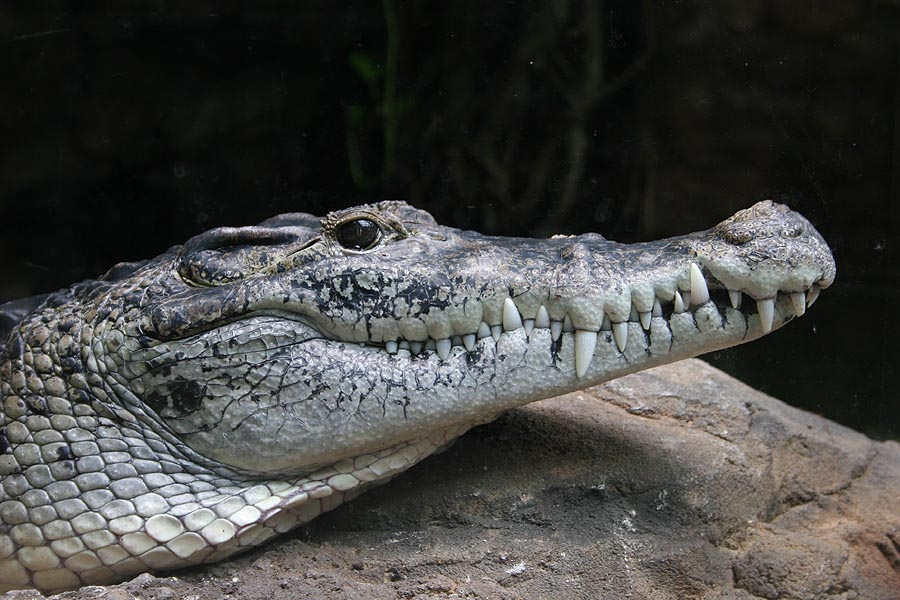
Il coccodrillo della Nuova Guinea.

La fauna rettiliana della Nuova Guinea è rappresentata da tre dei quattro ordini esistenti. Gli squamati, composti da serpenti e lucertole, rappresentano il gruppo più numeroso, con circa 300 specie descritte. I restanti due gruppi: Testudines (tartarughe e testuggini) e Crocodylia (coccodrilli), sono molto meno diversificati. Le tartarughe sono rappresentate da tredici specie descritte, i coccodrilli da due.
Le lucertole della Nuova Guinea sono rappresentate da circa 200 specie descritte. Di questi, la maggior parte sono scinchi, con un numero minore di gechi< e agamidi. La lucertola più grande è il varano coccodrillo. I serpenti, circa 100 specie descritte, mostrano un tasso di endemismo molto più basso rispetto alla maggior parte della fauna della Nuova Guinea.
Le tartarughe della Nuova Guinea sono rappresentate quasi equamente da tartarughe d'acqua dolce e marine. Sei specie di tartarughe della Nuova Guinea sono marine e nessuna di esse è endemica. Le tartarughe d'acqua dolce sono rappresentate da sette specie, tre delle quali sono endemiche della Nuova Guinea. Una specie, la tartaruga dal collo di serpente di Parker (Chelodina parkeri), è limitata al fiume Fly.
Il coccodrillo marino (Crocodylus porosus) è il più grande rettile originario della Nuova Guinea. È una specie ampiamente distribuita, dall'India orientale all'Australia settentrionale. È presente nella maggior parte dei fiumi della Nuova Guinea, fatta eccezione per quelli fortemente disturbati dall'uomo o troppo piccoli per ospitare la specie. L'altro coccodrillo originario della Nuova Guinea, il coccodrillo della Nuova Guinea (Crocodylus novaeguineae), è endemico. È molto più piccolo del coccodrillo marino. Una specie separata potrebbe essere presente nella Nuova Guinea meridionale.

## Pesci

### Acqua salata
La Nuova Guinea si trova nel Triangolo dei Coralli, la regione marina più ricca di specie al mondo. Oltre alle oltre 600 specie di coralli (circa il 76% del totale mondiale), si contano più di 2200 specie di pesci di barriera (circa il 37% del totale mondiale).

### Acqua dolce

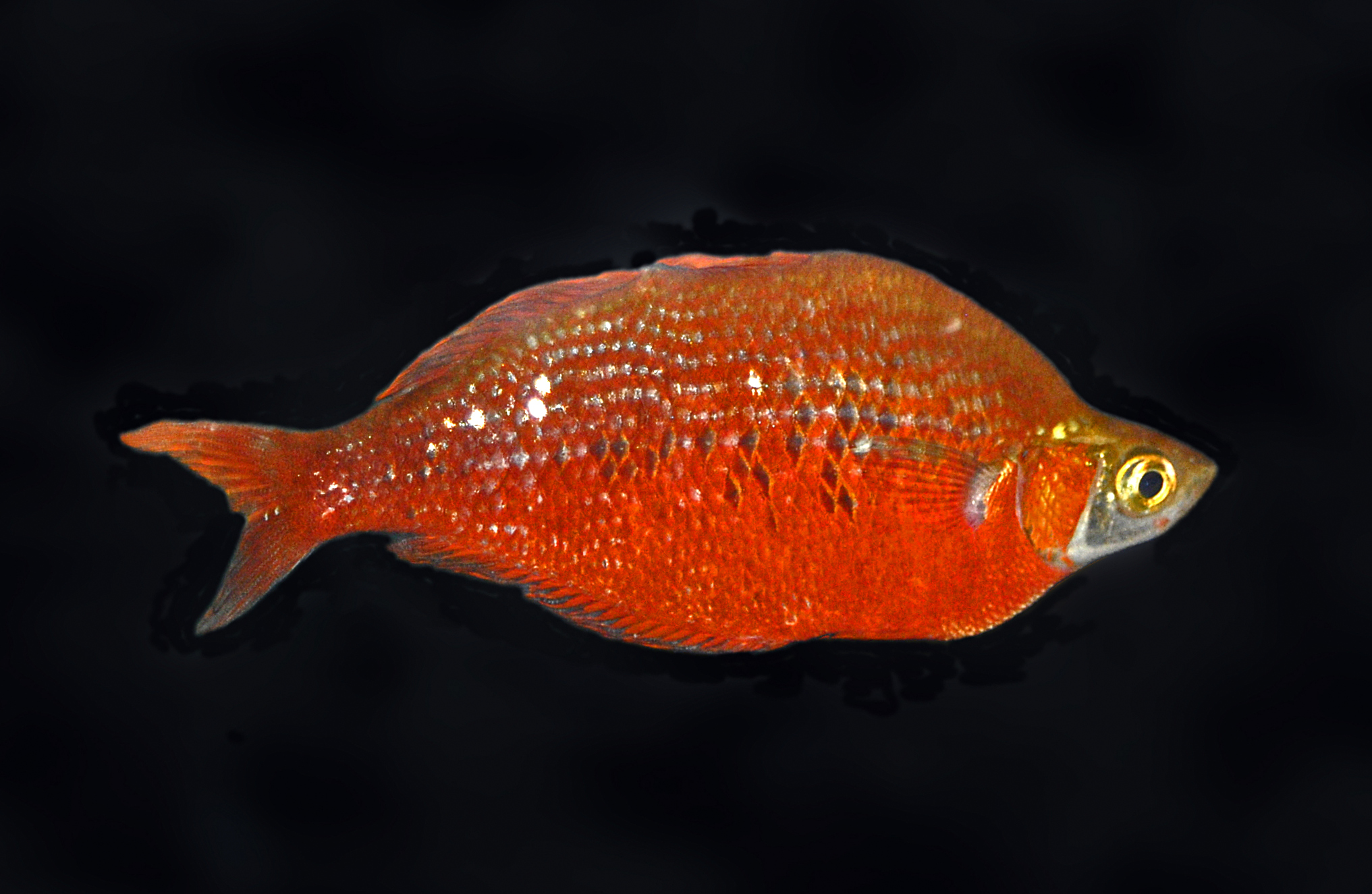
Glossolepis incisus, uno dei pesci arcobaleno minacciati

A partire dal 2007, circa 375 specie di pesci sono note per gli habitat di acqua dolce in Nuova Guinea. Di queste, 217 sono primarie, ovvero vivono esclusivamente in acqua dolce e 149 sono endemiche della Nuova Guinea. In generale, c'è una forte connessione tra la fauna della Nuova Guinea e l'Australia, e 33 specie di pesci d'acqua dolce della Nuova Guinea si trovano anche nell'Australia settentrionale. Le famiglie più ricche di specie in Nuova Guinea sono i pesci arcobaleno, gli Pseudomugilinae, gli Eleotridae e i ghiozzi.
La complessa geografia della Nuova Guinea ha isolato molte popolazioni, dando origine a specie endemiche. Un esempio lampante di confine biogeografico per la fauna d'acqua dolce sono gli altopiani della Nuova Guinea, dove la diversità delle specie è maggiore a sud della catena che a nord. Tra i pesci d'acqua dolce, solo due specie (Chilatherina campsi e Oxyeleotris fimbriata) si trovano sia a nord che a sud di questi altipiani.
In Nuova Guinea ci sono diversi grandi sistemi fluviali, tra cui il Fly, il Sepik e il Mamberamo, tutti ricchi di pesci. Il bacino del fiume Fly, il fiume più ricco di specie dell'isola, ospita 105 specie di pesci, mentre il bacino del fiume Sepik ne ospita 57. Tra i sistemi lacustri della Nuova Guinea, i più importanti in termini di pesci endemici sono il lago Kutubu (13 endemici), il lago Ajamaru (4 endemici),  e il lago Sentani (4 endemici). I ghiozzi Oxyeleotris caeca del sistema fluviale superiore Kikori in Papua Nuova Guinea e O. colasi dell'area di Lengguru nella Nuova Guinea occidentale sono le uniche specie descritte di pesci adattati alle grotte dell'isola.
Le specie introdotte e l'inquinamento rappresentano un problema serio per alcune regioni di acqua dolce della Nuova Guinea. Ad esempio, il lago Sentani (vicino alla città di Jayapura) e il lago Wanam (vicino alla città di Lae) ospitano rispettivamente quattro e una specie ittica endemica, ma ora sono seriamente minacciati. Gli scarti delle miniere hanno inoltre inquinato diversi fiumi (tailings), tra cui il fiume Porgera (miniera d'oro di Porgera), il fiume Strickland (miniera d'oro di Porgera), il fiume Auga (miniera di Tolukuma), il fiume Ok Tedi (miniera di Ok Tedi), il fiume Fly (miniera d'oro di Porgera e miniera di Ok Tedi), il fiume Otomina (miniera di Grasberg) e il fiume Ajkwa (miniera di Grasberg). Le sole miniere di Ok Tedi e Grasberg rappresentano più della metà dei rifiuti annuali scaricati in acqua dalle principali attività minerarie in tutto il mondo.

## Crostacei d'acqua dolce
In Nuova Guinea sono presenti granchi e gamberetti d'acqua dolce, ma in genere sono poco conosciuti e spesso non sono ancora stati descritti tassonomicamente
Al 2007 vi sono 17 specie di Caridina, 22 specie di Macrobrachium e 6 specie di Holthuisana (in precedenza incluse in Austrothelphusa) sono note dalla Nuova Guinea. Altri generi di crostacei conosciuti nelle acque dolci della Nuova Guinea sono i gamberetti Atya (2 specie) e Palaemon (2), e i granchi Geelvinkia (3), Halicarcinus (1), Pseudograpsus (1), Ptychognathus (1), Rouxana (5) e Varuna (1).
In Nuova Guinea sono presenti più di 20 specie di gamberi parastacidi del genere Cherax. Con otto endemismi, la diversità più grande si riscontra nei laghi Paniai.

## Insetti

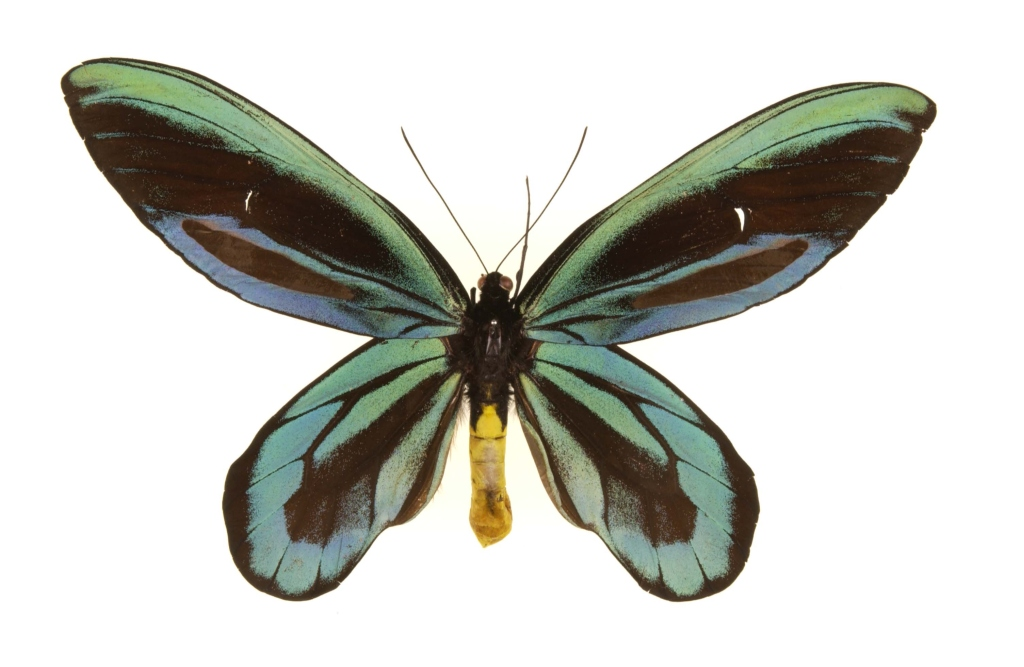
Ornitottero alexandrae

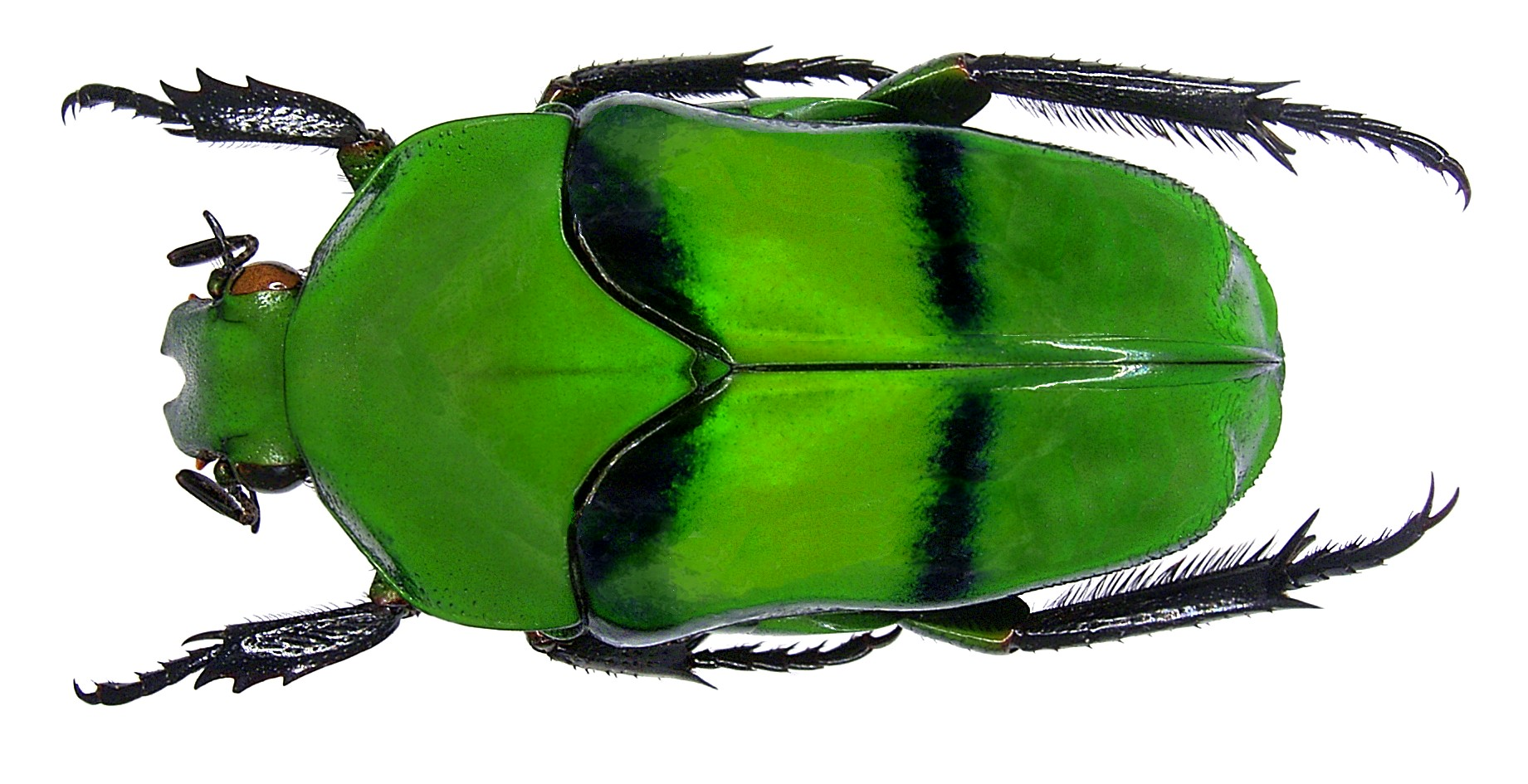
Ischiopsopha bifasciata

La fauna di insetti della Nuova Guinea dimostra molti principi di biogeografia di vicarianza e la Nuova Guinea ha svolto un ruolo strategico nella diffusione degli insetti in varie direzioni. Ha funzionato come area di evoluzione di taxa superiori e della loro diffusione, oltre a essere una zona di miscela faunistica di due distinte regioni zoogeografiche: l'Ecozona indomalese e l'Ecozona australasiana. La Nuova Guinea possiede una fauna di insetti molto particolare, che a quanto pare si è evoluta in un lungo periodo di isolamento. Nel Terziario era costituita da una massa continentale (spesso chiamata continente melanesiano) più isolata dell'attuale Nuova Guinea e più a nord-est. Potrebbe essere stata divisa in una parte delle Isole Salomone e una della Nuova Guinea. Si ipotizza che parte della Nuova Britannia, l'isola di Manus e i monti Ciclopi nella Nuova Guinea centro-settentrionale siano le uniche parti rimanenti della porzione originaria della Nuova Guinea. La Nuova Irlanda meridionale era apparentemente parte della massa delle Salomone. Nel Pliocene la Nuova Guinea si sollevò dal fondo del mare e nel Pleistocene si collegò all'Australia per un periodo sufficiente a consentire lo scambio faunistico. Le isole oceaniche del Pacifico hsono state colonizzate da specie di insetti dalla Nuova Guinea. Il numero di taxa superiori diminuisce con l'aumentare della distanza dalla Nuova Guinea e con l'aumentare dell'età dei gruppi insulari. In alcuni casi le faune di insetti della Nuova Guinea e della Nuova Zelanda si sono scambiate attraverso la Nuova Caledonia e non l'Australia.
Non esiste una panoramica completa sulla fauna degli insetti della Nuova Guinea, ma è disponibile una bibliografia. Potrebbero esserci tra 100.000 e 300.000 specie e la Nuova Guinea si colloca al 12º posto nel mondo in termini di endemismo di grandi farfalle. La Papua Insects Foundation fornisce una risorsa specialistica.